# Geophis russatus
Geophis russatus är en ormart som beskrevs av Smith och Williams 1966. Geophis russatus ingår i släktet Geophis och familjen snokar. Inga underarter finns listade i Catalogue of Life.
Denna orm är endast känd från ett exemplar som hittades i delstaten Oaxaca i södra Mexiko. Fyndplatsen ligger 900 meter över havet. Honor lägger antagligen ägg liksom hos andra släktmedlemmar.
För beståndet är inga hot kända. IUCN kategoriserar arten globalt som otillräckligt studerad.